# Söhlig
Das Adjektiv söhlig ist der bergmännisch-geologische Ausdruck für waagerecht oder horizontal, der zur näheren Beschreibung der Raumlage bergbaulicher oder geologischer Gegebenheiten benutzt wird. Im Bergbau wird beispielsweise eine waagerecht verlaufende Strecke als söhlige Strecke bezeichnet, während in der Geologie das Gestein zwischen zwei horizontal liegenden Schichtflächen als söhlige Schicht verstanden wird.